# Stato interessante
Stato interessante è un film italiano del 1977 diretto da Sergio Nasca. Il film è diviso in tre episodi incentrati sul tema dell'aborto.

## Trama

### Primo episodio
Carla, moglie del ricco industriale Ignazio, sterile per via di una malattia giovanile, lo tradisce con suo cognato Federico. Rimasta incinta, e non potendo attribuire la sua gravidanza al marito, si improvvisa esportatrice clandestina di valuta, per poter abortire senza rischi in una clinica svizzera.

### Secondo episodio
La giovane siciliana Annabella La Monica, studentessa di biologia a Roma e femminista, confessa ai genitori catanesi di aspettare, e volere, un figlio, frutto di una relazione con un giovane brasiliano. Suo padre, un intrigante democristiano che aspira alla carica di sindaco, ricorre, per evitare lo scandalo, a un fratello medico, che fa abortire Annabella fingendo di doverle estirpare un fibroma.

### Terzo episodio
Lo straccivendolo Fernando Ossobuco e sua moglie Patrizia sono poverissimi e vivono in una baracca alla periferia di Roma in attesa di una casa popolare da otto anni. Hanno già tre figli: quando ne è in arrivo un quarto decidono, perciò, di non farlo nascere. Ma non hanno abbastanza soldi per rivolgersi a un medico. Scoraggiata da vari espedienti fallimentari, Patrizia morirà di infezione, dopo essersi affidata ad una mammana.